# 吹田市立吹田第一小学校
吹田市立吹田第一小学校（すいたしりつ すいただいいちしょうがっこう）は、大阪府吹田市にある公立小学校。
吹田市の中心部・JR吹田駅南側の商業地域から、市南部の大阪市境にかけての地域を校区としている。明治時代初期に創立し、吹田市では歴史の古い小学校の一つとなっている。

## 沿革
明治時代初期に当時の島下郡（のち三島郡）吹田村に設置された「第三大学区大阪府管内第四中学区第三番小学校」に起源を発する。同校は廃寺となった禅福寺を使用し、現在地に設置された。
その後数度に渡る学校改編を経て、三島郡吹田尋常小学校となった。明治時代中期には、下新田（現在の吹田市南吹田付近）に設置された下新田小学校（1876年6月11日創立）を合併している。
大正時代には北大阪電鉄（現在の阪急千里線）が開通したことによって地域が宅地化した。これに伴って児童数が増加したため、大正時代から昭和時代初期にかけて吹田第二尋常小学校（現在の吹田市立吹田第二小学校）・吹田第三尋常小学校（現在の吹田市立吹田第三小学校）を相次いで分離している。1924年の吹田第二尋常小学校の分離の際、従来の吹田尋常小学校から吹田第一尋常小学校へと改称している。
太平洋戦争の際には校内に軍隊が駐留した。校区で実施された建物疎開の作業に児童が動員され、また運動場が畑に転用されるなどした。
また高度経済成長期には児童数が1800名を超えるマンモス校となったため、1973年に吹田市立吹田第六小学校を分離している。

### 年表
- 1874年6月28日 - 第三大学区大阪府管内第四中学区第三番小学校として、現在地に創立。
- 1880年11月 - 島下郡公立吹田小学校と称する。
- 1887年 - 島下郡吹田尋常小学校に改称。下新田小学校を合併し、同校の分教場とする。
- 1893年 - 島下郡吹田第一尋常小学校に改称。分教場を（初代）吹田第二尋常小学校として再分離。
- 1896年 - 郡の合併により、三島郡吹田第一尋常小学校と称する。
- 1908年4月1日 - 三島郡吹田尋常小学校に改称。吹田第二尋常小学校を再統合し、下新田分教場とする。
- 1924年4月1日 - 三島郡吹田第一尋常小学校に改称。三島郡吹田第二尋常小学校（現在の吹田市立吹田第二小学校）を分離。
- 1924年8月12日 - 下新田分教場を、吹田第二尋常小学校分教場へ移管。
- 1931年4月1日 - 従来の校区の一部を、新設の三島郡吹田第三尋常小学校（現在の吹田市立吹田第三小学校）校区へ分離。
- 1934年9月21日 - 室戸台風で校舎傾斜被害。
- 1940年4月1日 - 吹田市の市制施行により、吹田市吹田第一尋常小学校に改称。
- 1941年4月1日 - 国民学校令により、吹田市吹田第一国民学校に改称。
- 1947年4月1日 - 学制改革により、吹田市立吹田第一小学校に改称。
- 1947年12月 - 学校給食を開始。
- 1963年4月 - 養護学級を設置。
- 1973年4月1日 - 吹田市立吹田第六小学校を分離。該当校区在住の2-3年生児童が第六小学校に転出。

## 通学区域

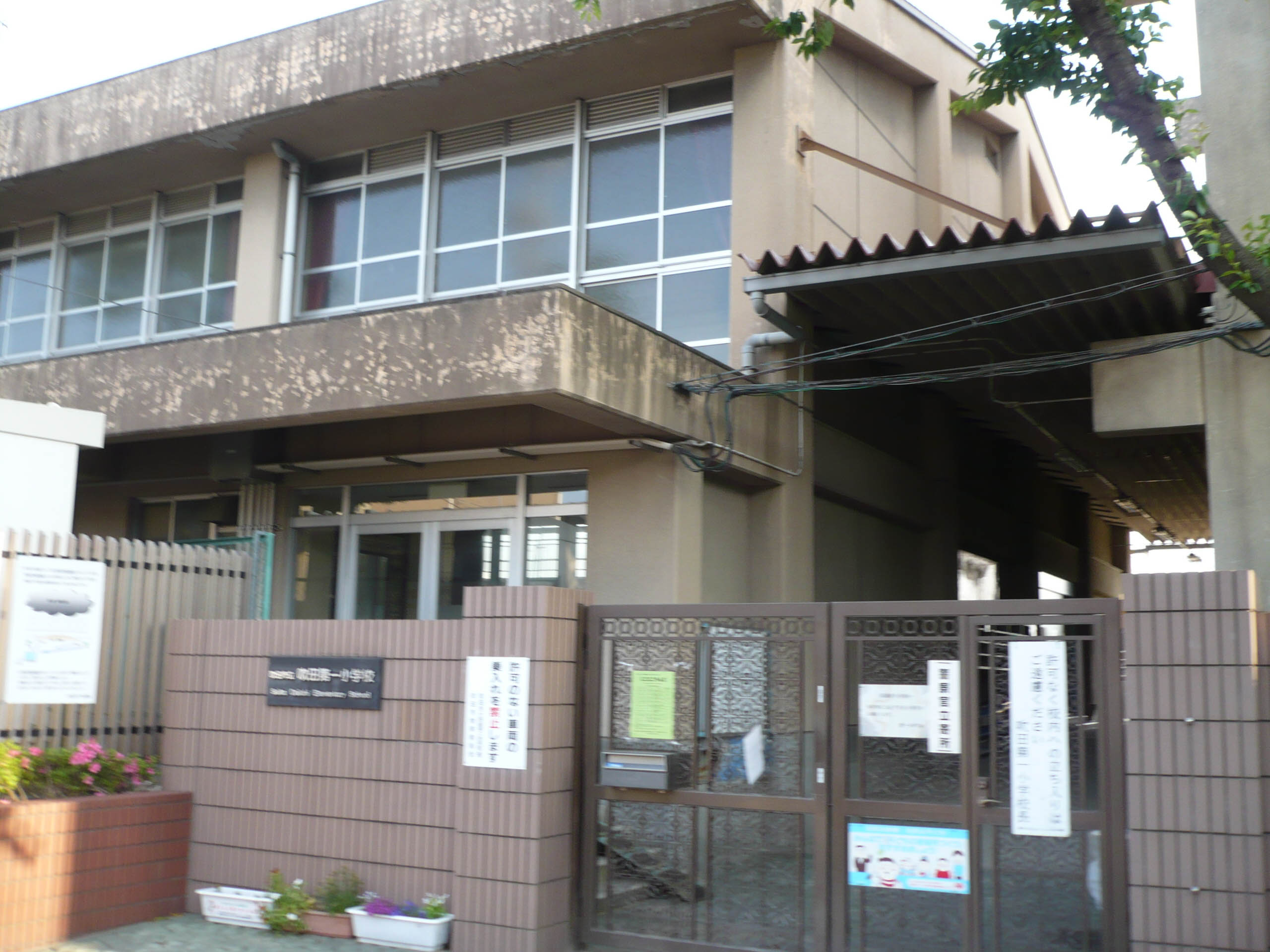
吹田第一小学校の裏門かっての正門である

- 吹田市 西御旅町、東御旅町、元町、内本町1丁目-2丁目、内本町3丁目（一部）、朝日町（一部）、高浜町（一部）、南高浜町（一部）。

卒業生は吹田市立第三中学校に進学する。

## 交通
- 東海道本線 吹田駅 南へ約400m。
- 阪急千里線 吹田駅 東へ約800m。
- 阪急京都線 相川駅 西へ約1.2km。